# قائمة بلدات سوريا
قائمة بلدات سوريا:

## أ
- أبيبا
- أوتايا

## ا
- ابطع
- البلالية
- البويضة (ريف دمشق)
- البيطارية
- الجربا
- الدروشا
- الدريج
- الرحيبة
- الروضة (ريف دمشق)
- الريحان (ريف دمشق)
- الزريقة
- السبينة
- السمعليل (حمص)
- السيدة زينب (ريف دمشق)
- الشفونية
- الصبورة
- الطيبة ((حمص))
- الطيبة (ريف دمشق)
- العادلية
- الفرقلس
- القاسمية (ريف دمشق)
- القسطل (ريف دمشق)
- الكفرين (ريف دمشق)
- المراح
- المقيلبية
- الميدعاني
- اليعقوبية
- انخل

## ب
- بقعسم
- بقين
- بلدة الجيزة
- بلدة عتيل
- بلودان
- بيت سابر ام الوديان
- بيت تيما

## ت
- تلحودان
- تلدرة
- تلدو
- تل ذهب
- تلعرن
- تل شغيب

## ج
- جديدة الوادي
- جب الصفا (الكسوة)

## ح
- حجيرة (بلدة)
- حسياء
- حفير التحتا
- حلا
- حمين
- حوش الضواهرة
- حوش نصري
- حينة

## خ
- خيارة دنون

## د
- دير عطية
- دربل
- دورين (ريف دمشق)
- دير خبية
- دير سلمان
- دير علي
- دير قانون
- دير مقرن

## ر
- رآس المعرة
- رأس العين (ريف دمشق)
- رخلة

## س
- سرغايا
- سوق وادي بردى

## ش
- شين

## ص
- صدد

## ع
- عرطوز
- عرمان
- عرنة
- عقرب
- عقربا
- عين حور

## غ
- غسولة

## ق
- قرحتا
- قرية البريج
- قرية السحل
- قلعة جندل
- قيسا
- قمحانة

## ك
- كفرلاها
- كفر الزيت
- كفر حور
- كفرتخاريم

## م
- مرج السلطان
- مشتى الحلو
- مشتى عازار
- مشقيتا
- معرة صيدنايا
- معضمية القلمون
- مورك
- موقع الفرقلس
- ميدعا